# Nguyễn Duy Hinh
Nguyễn Duy Hinh (1929), nguyên là một tướng lĩnh gốc Kỵ Binh của Quân lực Việt Nam Cộng hòa, cấp bậc Thiếu tướng. Ông xuất thân từ khóa đầu tiên và duy nhất ở trường Sĩ quan Trừ bị do Chính phủ Quốc gia Việt Nam với sự hỗ trợ của Quân đội Pháp mở ra vào đầu thập niên 1950 tại Bắc phần Việt Nam, nhằm mục đích đào tạo sĩ quan người Việt phục vụ Quân đội Quốc gia Việt Nam trong Quân đội Liên hiệp Pháp. Ra trường ông gia nhập binh chủng Thiết giáp. Ông đã tuần tự đảm trách từ chức vụ Chi đội trưởng cho đến Chỉ huy phó binh chủng này. Sau chuyển sang lĩnh vực Quân huấn và Tham mưu. Sau cùng ông là Tư lệnh Sư đoàn 3 Bộ binh.

## Tiểu sử & Binh nghiệp
Ông sinh ngày 16 tháng 8 năm 1929, trong một gia đình Nho học có đời sống kinh tế khá giả tại Kim Động, tỉnh Hưng Yên, miền Bắc Việt Nam. Thời niên thiếu, khi lên bậc Trung học, ông học Đệ nhất cấp tại trường Trung học Thái Bình. Năm 1945 thi đậu bằng Thành chung. Sau đó, lên Hà Nội học Trung học Đệ nhị cấp chương trình Pháp. Năm 1950, ông tốt nghiệp với văn bằng Tú tài toàn phần (Part II). Sau này, trong quân ngũ ông ghi danh vào Đại học Luật khoa học hàm thụ, đậu thêm bằng Cử nhân Luật.

### Quân đội Liên hiệp Pháp
Ngày 15 háng 9 năm 1951, thi hành lệnh động viên, ông nhập ngũ vào Quân đội Liên hiệp Pháp, mang số quân: 49/300.415, Theo học khóa 1 Lê Lợi tại trường Sĩ quan Trừ bị Nam Định, khai giảng ngày 1 tháng 10 năm 1951. Ngày 1 tháng 6 năm 1952 mãn khóa tốt nghiệp Thủ khoa với cấp bậc Thiếu úy. Ra trường, ông được chọn vào binh chủng Thiết giáp và tiếp tục theo học lớp căn bản Thiết giáp tại Trung tâm Huấn luyện Thiết giáp Viễn Đông ở Vũng Tàu, tốt nghiệp Thủ khoa.

### Quân đội Quốc gia Việt Nam
Đầu năm 1953, sau khi mãn khóa chuyên ngành, về phục vụ Quân đội Quốc gia, ộng được cử làm Chi đội trưởng thuộc Chi đoàn 3 Thiết giáp Thám thính đồn trú tại Nam Định. Tháng 2 năm 1954, ông được cử làm Chi đoàn trưởng Chi đoàn 3. Bốn tháng sau ngày ký Hiệp định Genève (20 tháng 7), tháng 11 cùng năm ông được thăng cấp Trung úy và được cử đi du học lớp Thiết giáp cao cấp tại trường Kỵ binh Saumur, Pháp.

### Quân đội Việt Nam Cộng hòa
Tháng 6 năm 1955, mãn khóa về nước, ông được chỉ định vào chức vụ Phụ tá Chỉ huy trưởng Bộ chỉ huy Thiết giáp trong Bộ Tổng tham mưu Quân đội Quốc gia. Cũng trong năm này Chính thể của nền Đệ nhất Cộng hòa ra đời, ông chuyển sang phục vụ cơ cấu mới là Quân đội Việt Nam Cộng hòa. Đầu năm 1956, ông được cử đi du học lớp Thiết giáp cao cấp tại trường Thiết giáp Fort Knox, Tiếu bang Kentucky, Hoa Kỳ. Tháng 11 cùng năm về nước, ông được thăng cấp Đại úy và được cử giữ chức vụ Chỉ huy trưởng trường Thiết giáp tại Liên trường Võ khoa Thủ Đức, thay thế Thiếu tá Trần Văn Ái.
Cuối năm 1957, ông nhận lệnh bàn giao chức vụ Chỉ huy trưởng trường Thiết giáp lại cho Đại úy Lương Bùi Tùng. Đầu năm 1958, ông được thăng cấp Thiếu tá và được chỉ định làm Trung đoàn trưởng Trung đoàn 2 Thiết giáp đóng tại Mỹ Tho, thay thế Thiếu tá Lâm Quang Thơ. Tháng 10 năm 1959, ông được cử đi du học lớp Tham mưu cao cấp tại Đại học Chỉ huy và Tham mưu Fort Leavenworth, Kansas, Hoa Kỳ. Giữa năm 1960 về nước, ông được cử làm Chỉ huy phó Bộ chỉ huy Thiết giáp. Đến đầu năm 1962, ông chuyển sang Trường Bộ binh Thủ Đức giữ chức Tham mưu trưởng kiêm Trưởng khối Quân huấn.
Sau cuộc đảo chính Tổng thống Ngô Đình Diệm ngày 1 tháng 11 năm 1963. Ngày 2 tháng 11, ông được thăng cấp Trung tá tại nhiệm. Đầu tháng 2 năm 1964, sau cuộc Chỉnh lý các tướng lĩnh trong Hội đồng Quân nhân Cách mạng của tướng Nguyễn Khánh, ông rời Trường Bộ binh Thủ đức để đi giữ chức vụ Tham mưu trưởng Quân đoàn III.

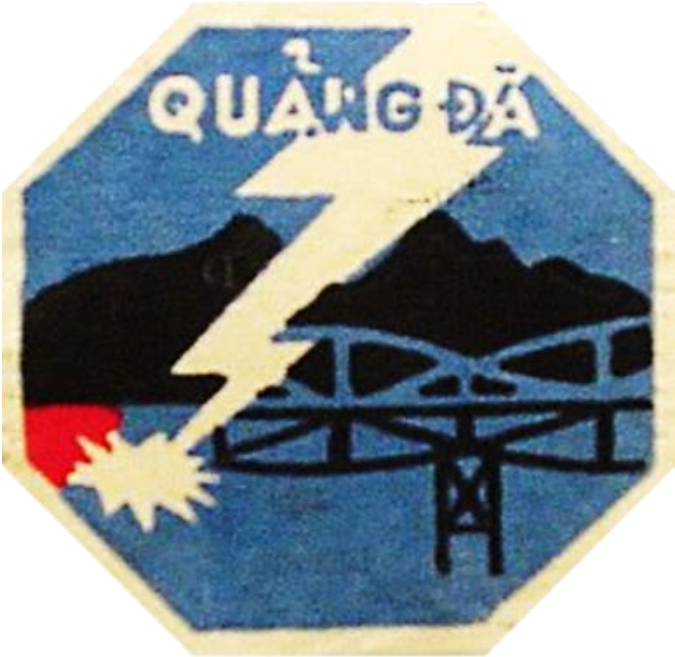
Huy hiệu Biệt khu Quảng Đà

Ngày Quân lực 19 tháng 6 năm 1966, ông được thăng cấp Đại tá và chuyển về Bộ Tổng tham mưu giữ chức vụ Tham mưu trưởng trong Bộ tư lệnh Địa phương quân & Nghĩa quân. Cuối năm, chuyển ra Quân khu 1 và được cử giữ chức Tư lệnh Biệt khu Quảng-Đà. Đầu năm 1968, chuyển sang Bộ tư lệnh Quân đoàn I giữ chức vụ Tham mưu trưởng Quân đoàn do Thiếu tướng Hoàng Xuân Lãm làm Tư lệnh.
Tháng 10 năm 1969, ông được cử theo học khóa 1 Cao đẳng Quốc phòng. Đầu năm 1970, mãn khóa ông đậu Thủ khoa. Đầu tháng 6 cùng năm, ông được thăng cấp Chuẩn tướng. Sau đó thuyên chuyển về Quân khu 4, ông được chỉ định chức vụ Tư lệnh Phó Lãnh thổ Quân đoàn IV do Thiếu tướng Ngô Quang Trưởng làm Tư lệnh.
Đầu tháng 5 năm 1972, ông được chuyển trở lại Đà Nẵng giữ chức vụ Tham mưu trưởng Quân đoàn I (Tư lệnh Quân đoàn là Trung tướng Ngô Quang Trưởng) thay thế Đại tá Hoàng Mạnh Đáng. Thượng tuần tháng 6 cùng năm, được lệnh bàn giao chức vụ Tham mưu trưởng Quân đoàn I lại cho Thiếu tướng Hoàng Văn Lạc, ông được bổ nhiệm chức vụ Tư lệnh Sư đoàn 3 bộ binh sau khi đã tái trang bị, thay thế Chuẩn tướng Vũ Văn Giai. Đầu tháng 7 năm 1973, ông được thăng cấp Thiếu tướng tại nhiệm.
- Sư đoàn 3 Bộ binh vào thời điểm tháng 3/1975, nhân sự của Bộ tư lệnh Sư đoàn và Chỉ huy các Trung đoàn được phân bổ trách nhiệm như sau:

-Tư lệnh - Thiếu tướng Nguyễn Duy Hinh
-Tư lệnh phó - Đại tá Khưu Đức Hùng
-Tham mưu trưởng - Đại tá Nguyễn Huân
-Chỉ huy Pháo binh - Trung tá Nguyễn Hữu Cam
-Trung đoàn 2 - Đại tá Vũ Ngọc Hưởng
-Trung đoàn 56 - Đại tá Vĩnh Dác
-Trung đoàn 57 - Trung tá Tôn Thất Mãn

## 1975
Trong chiến cuộc Xuân năm 1975, trước áp lực của đối phương, các đơn vị chủ lực của Quân lực Việt Nam Cộng hòa tại Quân khu 1 và 2 nhanh chóng tan rã rút chạy về phía Nam. Ông được lệnh rút Sư đoàn về phòng tuyến sông Thu Bồn làm nút chận cho quân bạn rút lui. Tuy nhiên, phòng tuyến nhanh chóng tan vỡ. Sư đoàn tiếp tục rút về tuyến phòng thủ Phước Tuy. Khi Quân lực Việt Nam Cộng hòa hầu như đã rơi vào tình trạng tan rã.
Chiều ngày 29 tháng 3 năm 1975, ông rời đơn vị, đưa gia đình lên Cơ xưởng hạm Vĩnh Long HQ-802, từ Vũng Tàu di chuyển ra khơi đến Đệ thất Hạm đội của Mỹ trên biển Thái Bình Dương, sau đó được di tản đến Hoa Kỳ. Khi di tản ông cùng vài sĩ quan cấp dưới thân tín ôm theo toàn bộ tiền lương tháng 3 của binh sĩ sư đoàn 3 theo.
Sau khi đến Hoa Kỳ, ông cùng gia đình định cư tại Chantilly, Tiểu bang Virginia, Hoa Kỳ.

## Huy chương
Bảo quốc Huân chương đệ tam đẳng và được tặng thưởng 40 huy chương Quân sự, Dân sự và Ngoại quốc.

## Gia đình
- Thân phụ: Cụ Nguyễn Duy Quyến (nguyên Chủ tịch Hội Khổng học)
- Thân mẫu: Cụ Trần Thị Tuyết Trang.
- Nhạc phụ: Cụ Hoàng Ngọc Anh (nguyên Giám học trường Trung học Chu Văn An, Sài Gòn)
- Bào đệ: Ông Nguyễn Duy Sản (nguyên là Y sĩ Thiếu tá thuộc Cục Quân y Quân lực Việt Nam Cộng hòa).
- Phu nhân: Bà Hoàng Thị Phương Liên (nguyên Giáo sư trường Nữ Trung học Trưng Vương, Sài Gòn).

-Ông bà có năm người con gồm 3 trai, 2 gái.